# 拉德那苏木贝尔勒·贡其格道尔吉
拉德那苏木贝尔勒·贡其格道尔吉（1954年—）蒙古族，蒙古后杭爱省塔里阿特县人，蒙古国政治人物。

## 生平
1954年，贡其格道尔吉生于后杭爱省塔里阿特县。1975年，自蒙古国立大学数学专业毕业，获物理数学副博士学位。1975年至1990年，历任蒙古国立大学教师、蒙古科学院社会研究所所长。1979年，入苏联新西伯利亚研究生院学习。1990年，贡其格道尔吉当选大人民呼拉尔代表。1990年1月至9月，任民主社会主义运动执委会主席。1990年，参加蒙古社会民主党。1990年9月至1992年7月，任蒙古人民共和国（1992年2月更名为蒙古国）副总统兼国家小呼拉尔主席。1991年6月，以副总统兼国家小呼拉尔主席的身份率团访问中华人民共和国。1992年在匈牙利获物理数学博士学位，1998年在韩国获得名誉博士学位。1992年7月起，担任国家大呼拉尔委员。1994年3月起，担任蒙古社会民主党主席。1996年7月起，担任国家大呼拉尔主席。

## 家庭
贡其格道尔吉的妻子为贺希格特。有二子、二女。